# Patrick Collinson
Patrick " Pat " Collinson (10 août 1929 - 28 septembre 2011) est un historien britannique, connu comme un écrivain sur l'ère élisabéthaine, en particulier le puritanisme élisabéthain. Il est professeur émérite Regius d'histoire moderne à l'Université de Cambridge, après avoir occupé la chaire de 1988 à 1996. Il s'est un jour décrit comme "un moderniste précoce avec un intérêt primordial pour l'histoire de l'Angleterre aux XVIe et XVIIe siècles".

## Biographie
Collinson est né à Ipswich, fils de Cecil Collinson et de Belle Hay Patrick. Son père est issu d'une famille Quaker du Yorkshire et les deux parents de Patrick sont des missionnaires chrétiens. Il écrit plus tard que la maison de son enfance est "une serre évangélique où la seconde venue est attendue quotidiennement". Avant d'avoir 20 ans, il est baptisé à la chapelle Bethesda à Ipswich.
Après un court séjour à la Bethany School de Goudhurst, dans le Kent, et à la Huntingdon Grammar School, Collinson fait ses études à la King's School, à Ely, et au Pembroke College, à Cambridge de 1949 à 1952. Il est également formé comme mécanicien radar pendant son service national dans la Royal Air Force. Il est étudiant de troisième cycle à l'Université de Londres en 1952 sous la direction de l'historien Tudor J. E. Neale, qui lui remet quelques notes sur le puritanisme est-anglien. En 1957, Collinson termine son doctorat sur le puritanisme élisabéthain, sa taille de 1 200 pages obligeant l'administration à imposer une limite de mots aux futures thèses. Il est publié en 1967 sous le titre The Elizabethan Puritan Movement, qui montre que le puritanisme est une force importante au sein de l'Église anglicane élisabéthaine au lieu d'être simplement un groupe radical d'individus, devenant un classique.
Collinson est maître de conférences à l'Université de Khartoum et, à partir de 1961, maître de conférences adjoint en histoire ecclésiastique au King's College de Londres (où il est le professeur de Desmond Tutu). En 1960, il épouse Elizabeth Albinia Susan Selwyn, une infirmière. Il pense à devenir ministre anglican mais décide finalement de ne pas le faire.
En 1969, Collinson part en Australie pour devenir président du département d'histoire de l'Université de Sydney. Bien qu'il apprécie une approche plus ouverte d'esprit favorisant les études interdisciplinaires, il s'oppose à ce qu'il appelle le « champignon » du postmodernisme et revient ainsi en Angleterre en 1976 comme professeur d'histoire à l'Université du Kent. Il est président de la Société d'histoire ecclésiastique (1985-1986). Il est président de l'histoire moderne à l'Université de Sheffield de 1984 à 1988 avant de succéder à Sir Geoffrey Elton en tant que professeur Regius d'histoire de Cambridge, où sa tentative de réformer les tripos échoue en raison de l'opposition de l'intérieur.
Au moment de sa retraite en 1996, Collinson est l'un des doyens de l'histoire de la Réforme anglaise. Son court résumé de la période, La Réforme, est publié en 2003. Le travail de Collinson jette les bases, à bien des égards, de ce que les historiens de la Réforme anglaise appellent actuellement le «consensus calviniste» dans les dernières décennies du XVIe siècle et sous le règne de Jacques Ier. En tant que tel, la conviction que le puritanisme est tout sauf religieusement radical par rapport à la culture anglaise, et même britannique, est l'une de ses grandes réalisations en tant qu'historien.
En juillet 2000, Collinson reçoit un doctorat honorifique de l'Université de l'Essex. En 2011, Boydell Press publie les mémoires de Collinson The History of a History Man Or, the Twentieth Century Viewed from a Safe Distance: The Memoirs of Patrick Collinson dans le cadre de sa série Church of England Record Society. Collinson est le président fondateur de la société en 1991.
Les opinions politiques de Collinson sont de gauche ; il est républicain et partisan de la campagne pour le désarmement nucléaire.

## Travaux
- Letters of Thomas Wood, Puritan, 1566-1577 (éd.) (1960)[10]
- 'A Mirror of Elizabethan Puritanism: The Life and Letters of Godly Master Dering (Londres: Dr. Wiliams's Trust, 1964) recherche en ligne
- The Elizabethan Puritan Movement (Methuen, 1967) lire en ligne
- Archbishop Grindal, 1519–1583: The Struggle for a Reformed Church (Londres: J. Cape, 1979) rechercher en ligne lire en ligne
- The Religion of Protestants: The Church in English Society, 1559–1625 (Oxford: Clarendon Press, 1982) recherche en ligne
- English Puritanism (Londres: Historical Association, 1983) rechercher en ligne lire en ligne
- Godly People: Essays on English Protestantism and Puritanism (Londres: Hambledon Press, 1983) rechercher en ligne lire en ligne
- The Birthpangs of Protestant England: Religious and Cultural Change in the Sixteenth and Seventeenth Centuries: The Third Anstey Memorial Lectures in the University of Kent at Canterbury, 12-15 May 1986 (Macmillan, 1988) recherche en ligne
- Andrew Perne: Quartercentenary Studies: Patrick Collinson, David McKitterick, Elisabeth Leedham-Green, édité par David McKitterick (Cambridge University Library, 1991) recherche en ligne
- Elizabethan Essays (Londres: Hambledon Press, 1994) recherche en ligne
- A History of Canterbury Cathedral, édité par Patrick Collinson, Nigel Ramsay et Margaret Sparks (Oxford University Press, 1995) recherche en ligne
- Belief and Practice in Reformation England: A Tribute to Patrick Collinson from His Students, édité par Susan Wabuda et Caroline Litzenberger) (Aldershot, Hants, 1998) recherche en ligne
- Short Oxford History of the British Isles: The Sixteenth Century (éditeur) (Oxford University Press, 2002) critique
- Lady Margaret Beaufort end Her Professors of Divinity at Cambridge: 1502 to 1649 (Cambridge University Press, 2003) lire en ligne
- Elizabethans (Londres: Hambledon and London, 2003) rechercher en ligne lire en ligne
- The Reformation: A History (Bibliothèque moderne, 2003) lu en ligne
- Elizabeth I (Very Interesting People Series, 2007) lire en ligne
- From Cranmer to Sancroft : Essays on English Religion in the Sixteenth and Seventeenth Centuries (Bloomsbury Publishing, 2007) lire en ligne
- The Reception of Continental Reformation in Britain, édité par Polly Ha et Patrick Collinson (Oxford University Press, 2010) rechercher en ligne lire en ligne
- The History of a History Man; Or, the Twentieth Century Viewed from a Safe Distance: The Memoirs of Patrick Collinson  (Woodbridge, Suffolk: Boydell Press, 2011) (Church of England Record Society Series). (ISBN 978-1-84383-627-8)